# CD Montuïri
CD Montuïri is een Spaanse voetbalclub uit Montuïri die uitkomt in de Tercera División. De club werd in 1942 opgericht.
UE Alcúdia ·
CE Andratx ·
CD Binissalem · 
CE Cardassar ·
UD Collerense ·
CD Constància · 
CE Esporles ·
CE Felanitx ·
CD Ferriolense ·
SD Formentera ·
CD Génova ·
CD Ibiza Islas Pitiusas ·
Ibiza San Rafel FC ·
CD Llosetense ·
Mallorca B · 
CD Manacor · 
CF Platges de Calvià ·
SD Portmany ·
Santa Catalina Atlético ·
PE Sant Jordi ·
CD Santanyí ·
CF Sóller ·